# 安田政利
安田 政利（やすだ まさとし、1969年2月2日 - ）は、日本のボーカリスト。
愛知県名古屋市出身。血液型A型。
影響を受けたバンドは、ハノイ・ロックス、デヴィッド・ボウイ等。
2012年、地元名古屋にロックバーUKオープン。

## 参加バンド
- GERACEE (1988年-1990年)
- ジゼリア
- Of-J(MASATOSHI名義)(1992年-2001年)
- CLAUDIA(安田政利名義)(1997年-1999年)
  - バンド名をOf-JからCLAUDIA名義に変更
- SUPER DROP BABIES (2003年-2005年)
- BEYOND THE STARDUST (2007年-2009年)
- Spooky Jam (2009年-2011年)

## メディア出演

### ラジオ
- MID-FM 佐藤あつしのワイルドで行こう!!（2024年5月14日）